# Метлюк, Денис Юрьевич
Денис Юрьевич Метлюк (30 января 1972) — российский хоккеист, мастер спорта России международного класса, нападающий.
Воспитанник тольяттинского хоккея.
В 1992 году был выбран во втором раунде под общим 31-м номером «Филадельфией Флайерз», но в НХЛ так и не сыграл.
Чемпион мира среди молодёжных команд (1992) — 7 игр, 5 заброшенных шайб, 2 голевые передачи. Чемпион МХЛ (1996). Финалист Кубка МХЛ (1993, 1995). Обладатель Кубка Европы среди клубных команд (1996). Вице-чемпион России (1997, 2000). Обладатель приза газеты «Труд» для самой результативной тройки нападающих чемпионата МХЛ (1996). За свою карьеру провёл около 700 матчей, в которых забросил более 200 шайб и сделал около 180 голевых передач. За «Ладу» («Торпедо») отыграл 466 матчей (7-й результат в истории клуба), в которых забросил 115 шайб и отдал 112 голевых передач (6-й результат в истории клуба), набрав по системе «гол+пас» 227 очков (11-й результат в истории клуба).
Чемпион мира в составе молодежной сборной СССР в 1992 году.

## Семья
- Младший брат Филипп (1981 г.р.), хоккеист.
- Сын Даниил (1993 г.р.), хоккеист.
- Сын Гавриил (2001 г.р.).